# Rudolf Schottlaender
Rudolf Schottlaender (5 de agosto de 1900, Berlín, Imperio alemán - 4 de enero de 1988, Berlín Oriental, Alemania Oriental), fue un filósofo alemán, filólogo clásico, traductor y publicista político de ascendencia judía.

## Biografía
Rudolf Schottlaender estudió filosofía con Edmund Husserl, Martin Heidegger y Nicolai Hartmann en Friburgo de Brisgovia. Allí se familiarizó con Günther Stern (el más tarde autor Günther Anders ) y se casó poco después con Hilde, la hermana de Stern, (el primero de tres matrimonios). Schottlaender también estudió con Karl Jaspers. A pesar de su activo interés como estudiante por la fenomenología, Schottlaender estudió más a los estoicos y a Baruch Spinoza, por lo cual abandonó el judaísmo en 1921.
Durante la República de Weimar, Schottlaender fue un estudiante privado. Con su traducción de la primera parte de A la recherche du temps perdu, que fue publicado por "Die Schmiede" bajo el título de Der Weg zu Swann, fue el primer traductor al alemán de Marcel Proust. Sobrevivió al nazismo y al régimen de persecución de los judíos, escondiéndose en Berlín.
Después de 1945, fue profesor de latín y griego como un profesor de secundaria en Berlín Occidental. En el periodo 1947-1949, enseñó filosofía en la Universidad Tecnológica de Dresde (Technische Hochschule Dresden), pero como un combativo demócrata y humanista , entró en conflicto con las autoridades de la zona de ocupación soviética. Como resultado de ello, regresó a Berlín occidental y trabajó como profesor de enseñanza secundaria de nuevo. Allí, se convirtió en la víctima de una calumniosa campaña a causa de sus esfuerzos relativos a la superación de la Guerra Fría y se metió en dificultades profesionales. En 1959, se le ofreció una cátedra de profesor de literatura latina, con especial consideración de los griegos. (No fue capaz de enseñar filosofía allí porque era un no marxista y por sus experiencias de Dresde.) Después de la construcción del muro de Berlín en agosto de 1961, tuvo que pasar de Berlín Occidental a Berlín Oriental con su familia a fin de continuar con este trabajo. Él obtuvo la categoría de profesor emérito en 1965.
Además de numerosos trabajos filológicos y filosóficos, Schottlaender publicó traducciones brillantes (las nuevas traducciones de Sófocles, que tuvieron gran éxito en escena, la publicación de una edición de Petrarca, entre otras) y los debates fundamentales sobre las cuestiones relativas al judaísmo y al antisemitismo. En sus ensayos y artículos políticos, que publicó en su mayor parte en Occidente, se veía a sí mismo como un mediador entre los sistemas. Debido a sus posiciones críticas con Alemania Oriental, fue puesto bajo estrecha vigilancia por el Ministerio de Seguridad del Estado (Ministerium für Staatssicherheit o Stasi). Fue inspirador para mentes líderes de la oposición en desarrollo en Alemania Oriental.

## Obras
- Trotz allem ein Deutscher, autobiography, Herder-Verlag, 1986. ISBN 3451083523
- Un allemand, malgré tout. H. Champion, 2003. ISBN 9782745308566